# الكشف والتورية (عسكرية)
الكشف والتورية هو تكتيك أمني دفاعي يتم فيه استخدام قوة كشفية تتكون من مفارز صغرى منفصلة عن المفرزة الرئيسة للجيش لإخفاء وتورية طبيعة القوات العسكرية في الجيش وتعداده وقوته. بالإضافة إلى توفير إنذار مبكر عند اقتراب العدو، وإعاقة ومضايقة الجبهة الرئيسة للعدو بالمناوشات والنيران غير المباشرة . كما أن دورها الكشفي يشمل إرسال التقارير عن نشاط جبهة العدو. وفيما تظل هذه المفرزات على اتصال بالعدو، فبإمكانها القيام بدوريات استطلاعية استكشافية، أو تأمين نقاط ارتكازية، أو المساعدة على تهديد أو تدمير وحدات استطلاع العدو، كما أنها تحتفظ بحرية المناورة ولا تشارك في العمليات القتالية بشكل حاسم . 
تسعى مهمة الكشف والتورية إلى تدمير أو صد قوات العدو عندما يكون ذلك ممكنًا، وتوفير إنذار مبكر بطريقة دفاعية، وحرمان وحدات استطلاع العدو من المراقبة القريبة للمفرزة الرئيسة للجيش. ويمكن للقوة الكشفية الفعالة أن تخفي أو تواري أين يبدأ الجيش وأين ينتهي، مما يجعل من الصعب على العدو التطويق أو المخاصرة . في الحرب الحديثة، تتم العمليات الكشفية بواسطة السيارات المدرعة والدبابات الخفيفة وسلاح الفرسان الجوي .

## القوة الكشفية
تتم عمليات الكشف والتورية في العادة من قبل وحدات الاستطلاع من سلاح الفرسان ، وهي تعمل ضمن نطاق المدفعية الداعمة. وعلى عكس قوة الحراسة، فإن القوة الكشفية تتكون من فصيل استطلاعي بدلاً من فرقة عمليات قتالية أو سرب فرسان. ومهمتها أقل طموحاً من القوة الحارسة، حيث تركّز على الإنذار المبكر للمفرزة الرئيسة بدلاً من منع مراقبة العدو وإطلاق النار المباشر على الجسم الرئيس. أيضًا، على عكس قوة الحراسة، فإن القوة الكشفية يتم نشرها على مساحة ممتدة، إلى الخلف وناحية جناحي المفرزة الرئيسة، وليس إلى الأمام. إن المهام البسيطة للقوة الكشفية تمكّنها من تغطية جبهة واسعة من أرض المعركة. و يشير مصطلح "خط التورية" إلى ذلك الخط الآمن الذي توفره قوة الكشف والتورية. 

تستخدم القوة الكشفية، في العادة، النيران المباشرة للدفاع عن النفس فقط ، ولا تسعى إلى الاشتباك بشكل حاسم مع قوات العدو بأي حال.
1. ↑  "Security operations". Global Security. مؤرشف من الأصل في 2023-08-21.
2. ↑  Field Manual FM 3-98 Reconnaissance and Security Operations (PDF). Washington D.C.: Department of the Army. 10 يناير 2023. ص. 5-7. مؤرشف من الأصل (PDF) في 2023-06-01.